# Nesonycteris
Nesonycteris is een geslacht van zoogdieren uit de familie van de vleerhonden (Pteropodidae). De wetenschappelijke naam van het geslacht werd in 1887 gepubliceerd door Oldfield Thomas. Het geslacht is in 2020 afgesplitst van Melonycteris.

## Soorten
Er worden 4 soorten in dit geslacht geplaatst:
- Nesonycteris fardoulisi (Flannery, 1993)
- Nesonycteris maccoyi (Flannery, 1993)
- Nesonycteris mengermani (Flannery, 1993)
- Nesonycteris woodfordi O. Thomas, 1887